# آرش نراقی
آرش نراقی (زاده ۱۳۴۵ در تهران) داروساز، پژوهشگر فلسفه، نویسنده، مترجم و نواندیش دینی اهل ایران است. عمدهٔ فعالیت‌های او در زمینهٔ فلسفهٔ دین و اخلاق است.
او هم‌اکنون استاد دین و فلسفه در دانشگاه موراوین (Moravian University) پنسیلوانیای آمریکا است.

## زندگی و تحصیلات
آرش نراقی در سال ۱۳۴۵ در تهران متولد شد. دکترای داروسازی را در سال ۱۳۶۹ از دانشگاه تهران به اتمام رساند و پس از مهاجرت به آمریکا در سال ۱۹۹۹، دکترای فلسفه را از دانشگاه کالیفرنیا، سانتا باربارا در سال ۱۳۸۷ (۲۰۰۸) اخذ نمود. رسالهٔ دکتری وی Moral Dilemmas in the Context of Virtue Ethics نام دارد.
او در ابتدا مقالاتش را با نام احمد نراقی می‌نوشت. آرش نراقی هم‌اکنون دروس فلسفه و دین را به دانشجویان کارشناسی و کارشناسی ارشد در دانشگاه موراوین پنسیلوانیا تدریس می‌کند.

## آثار

### مقاله
مقالات بسیاری از او به ویژه در نشریات مشهوری چون کیان و راه نو و اندیشه پویا به چاپ رسیده است.
- مولوی و مذهب عشق[۲۲]
- متن مقدّس و معضله هرمنوتیکی[۲۳]
- فضیلت بخشایش[۲۴]
- امکان و ساختار وحی زبانی[۲۵]
- لیبرالیسم: فردگرایی یا خویشتن‌مداری؟[۲۶]
- اخلاقی و غیراخلاقی، طبیعی و غیرطبیعی[۲۷]
- آیا «مسلمان سکولار» ممکن است؟[۲۸]
- نقد اخلاقی نظریه ولایت فقیه[۲۹]
- در بستر زمان[۳۰]
- دین رحمانی و اصلاح قانون اساسی[۳۱]
- تجاوز جنسی به مثابه نقض حقوق بشر[۳۲]
- جنبش سبز در حصار قانون[۳۳]
- روشنفکری دینی و نقش آن در آینده سیاسی ایران[۳۴]
- مشروعیت مدنی دین یا مشروعیت دینی مدنیت؟[۳۵]
- در انتظار معنا (کافکا، کامو، بکت و بحران معنا)[۳۶]
- انحصارگرایی محققانه در قلمرو دین[۳۷]

### سخنرانی‌ها و برنامه‌های تلویزیونی
- ملاحظاتی فلسفی دربارهٔ مفهوم اجابت دعا[۳۸]
- ملاحظاتی فلسفی دربارهٔ خدایی که تأثیر می‌پذیرد[۳۹]
- همجنس‌گرایی از منظر اخلاق (درس گفتار در دانشگاه شریف- جلسه اوّل)[۴۰]
- دین و همجنس‌گرایی (درس گفتار در دانشگاه شریف- جلسه دوّم)[۴۱]
- آواز خدا: بازسازی نظریه فضل الرحمان در خصوص مکانیسم تنزیل وحی[۴۲]
- مولوی و تجربه در آستانگی[۴۳]
- تجربه عدم نزد مولوی و خیام[۴۴]
- جهان اندیشگی حافظ[۴۵]
- دین و نقش آن در مدیریت عواطف[۴۴]
- فضل الرحمان و نظریه اصلاح اندیشه دینی در اسلام[۴۶]
- متافیزیک مرگ: مرگ چیست؟[۴۷]
- متافیزیک مرگ: دربارهٔ جاودانگی[۴۸]
- دربارهٔ امکان معاد جسمانی[۴۹]
- جبر، اختیار، و مسئولیت اخلاقی[۵۰]
- آگاهی، تجربه وحیانی، و روایت رؤیا[۵۱]
- درآمدی بر مسئله شرّ- بخش اوّل،[۵۲] بخش دوّم،[۵۳] بخش سوّم،[۵۴] بخش چهارم،[۵۵] بخش پنجم،[۵۶] بخش ششم،[۵۷] بخش هفتم،[۵۸] بخش هشتم،[۵۹] بخش نهم،[۶۰] بخش دهم،[۶۱] بخش یازدهم،[۶۲] بخش دوازدهم[۶۳]
- برهان شرّ (برنامه پرگار بی‌بی‌سی): بخش اوّل،[۶۴] بخش دوّم[۶۵]
- آیا همجنس‌گرایی در اسلام نهی شده است؟ (برنامه پرگار بی‌بی‌سی)[۶۶]
- آیا گوشتخواری غیراخلاقی است؟ (برنامه پرگار بی‌بی‌سی)[۶۷]
- اتانازی چیست؟ (برنامه پرگار بی‌بی‌سی)[۶۸]

## بازنشر آثار
آثار فلسفی آرش نراقی توسط برخی از سازمان‌ها و مراکز در ایران بازنشر شده است:
- بازنشر اثر آرش نراقی در سایت مؤسسه فرهنگی و اطلاع‌رسانی تبیان[۶۹]
- بازنشر اثر آرش نراقی در سایت مرکز دائرة المعارف بزرگ اسلامی[۷۰]

## دیدگاه‌ها
برخی نظرات بحث‌برانگیز او عبارتند از:
1. رژیم غذایی گوشتخوارانه فقط در حدّی که برای تأمین سلامت انسان ضروری است، اخلاقاً رواست. مصرف گوشت حیوانات بیش از حدّ ضرورت اخلاقاً نارواست. ما، به عنوان انسان‌های اخلاقاً مسؤول، باید «اصل برابری اخلاقی موجودات زنده» و «اصل عدم تناسب» را بپذیریم. در چارچوب نظام اخلاقی ای که مبتنی بر «اصل عدم تناسب» است، رژیم غذایی گوشتخوارانه اخلاقاً نارواست- مگر آنکه معلوم شود مصرف آن برای سلامت انسان ضرورت است. در آن صورت مصرف آن فقط در همان حدّ و نه بیش از آن اخلاقاً رواست. شرط اخلاقی زیستن آن است که رژیم غذایی گوشتخوارانه را به رژیم غذایی تغییر دهیم که یا تماماً گیاهی است یا دست کم بخش عمده آن را خوراکهای گیاهی تشکیل می‌دهد و مصرف گوشت در آن به حداقلّ ممکن رسیده است.[۷۲]
2. استفاده از سلاح‌های هسته‌ای در روزگار ما تحت هر شرایطی نارواست. کسانی مانند مایکل والتسر معتقدند استفاده کم دامنه از سلاح‌های هسته‌ای در شرایط "فوق العاده بحرانی" می‌تواند مجاز باشد. نراقی در نقد این رویکرد می‌نویسد: "در این مورد چند مشکل عملی جدّی وجود دارد:نخست آنکه، تشخیص آنکه آیا شرایط به واقع به مرحله "فوق‌العاده بحرانی" رسیده است، کار دشواری است؛ و این دشواری مجال فراخی را برای سوءاستفاده از سلاح‌های هسته‌ای فراهم می‌آورد"،[۷۳] و «دوم آنکه، خطر استفاده از سلاح‌های هسته‌ای چندان عظیم است که هرگونه خطایی در فرایند تولید، نگه داری، یا استفاده از آن سلاح‌ها می‌تواند به نتایج هولناک و فاجعه آمیزی بینجامد. وقتی که خطر عظیم است، احتمال خطای اندک عظیم خواهد بود.»[۷۴]
3. تحریم اقتصادی دولت‌های ناقض حقوق بشر در شرایطی موجه است که به واقع مایه کمک به قربانیان نقض حقوق بشر شود. "در تمام اقداماتی که برای حمایت از قربانیان نقض حقوق بشر انجام می‌شود باید ارزیابی واقع بینانه‌ای از سود و زیان آن اقدامات داشته باشیم. [...] در پاره‌ای موارد، ما مجازیم که برای پیشگیری از زیان بزرگتر زیانی کوچکتر را بر فرد وارد کنیم. [...] تحت شرایطی ممکن است ارزیابی واقع بینانه نهادهای بین‌المللی و اعضای مسؤول جامعه جهانی این باشد که مثلاً تحریم اقتصادی دولتهای ناقض حقوق بشر اگرچه زیانهایی را متوجه شهروندان می‌کند اما در نهایت مانع از آن شود که آن شهروندان زیانهای عظیم تری را تحمل کنند؛ بنابراین، به گمانم تحت شرایط معینی می‌توان از اعمال این گونه فشارها و تحریمها اخلاقاً دفاع کرد. اما به نظرم نباید از این نکته غافل شد که در بسیاری موارد، آنچه در جهان معاصر تحت عنوان دفاع از قربانیان حقوق بشر صورت می‌گیرد به انگیزه‌ها و دواعی غیربشردوستانه است؛ یعنی در بسیاری موارد منافع اقتصادی یا سیاسی دولتهای خارجی انگیزه اصلی تحریم‌ها و فشارهای دیپلماتیک و اقتصادی است، هرچند که گه گاه رنگ و لعابی از دغدغه‌های بشردوستانه نیز بر آن می‌افزایند. سخن من ربطی به این نوع اقدامات ندارد.[۷۵]
4. در شرایطی که دولت معمر قذافی در لیبی دست به کشتار مردم بی دفاع خود زد، دخالت دولتهای خارجی برای جلوگیری از کشتار مردم بیگناه اخلاقاً رواست. «دولتهای قدرتمند [از جمله دولت آمریکا] را نباید بخاطر کمک به اموری مانند پیشرفت دموکراسی، یا اعزام نیروی نظامی برای برقراری امنیت در یک منطقه جنگ زده که در آن نسل‌کشی جاری است، ملامت کرد. اگر انتقادی بر عملکرد آن‌ها وارد است این است که برای مثال، چرا کمکهای بشردوستانه آن‌ها بسی کمتر از ظرفیت و توانمندی‌هایشان است، یا چرا نحوه توزیع آن کمکها نامنصفانه است، یا چرا در غالب موارد ملاحظات سیاسی آن دولت‌ها اهداف بشردوستانه آن کمکها را تحت الشعاع قرار می‌دهد، یا چرا آن دولت‌ها در غالب موارد ملاحظات ملّی (لوکال) خود را بر وظایف جهانی (گلوبال) شان مقدم می‌دارند، و نقش مسئولانه تری در مدیریت معضلات جهانی ایفا نمی‌کنند.»[۷۶]
5. وجود گزاره کاذب در متن کلام وحیانیِ برحق، ممکن است. "در مقام تبیین وجود یک گزاره کاذب در متن کلام وحیانی (به فرض آنکه چنان گزاره کاذبی در کلام وحی وجود داشته باشد) فرد دست کم با سه نظریه تبیین گر رقیب روبرو است: (۱) آن گزاره "خطاً است؛ (۲) آن گزاره "دروغ" است؛ (۳) آن گزاره، دست کم در زمینه عصر تنزیل وحی، بستر مناسب تری برای فهم و پذیرش مراد اصلی فرستنده پیام فراهم می‌آورده است. از منظر فرد مؤمنی که خداوند را عالم مطلق، قادر مطلق، و خیر محض می‌داند، گزینه سوّم با اقتضای منطق و ایمان، هردو، سازگار است، و مؤمن خردورز می‌تواند به نحوی سازگار و خردپسند آن را بر دو گزینه بدیل ترجیح نهد.".[۷۷]
6. مطابق اصل حق ناحق بودن "ناحق بودن نافی حق داشتن نیست، مگر آنکه در موارد خاص بتوان دلیل عقلا قانع‌کننده‌ای خلاف آن اقامه کرد به نظر من رکن رکین اخلاق لیبرالی را می‌توان به رسمیت شناختن "حقّ ناحق" بودن انسان‌ها دانست. یک مسلمان می‌باید ساخت سیاسی ای را که در آن "حقّ ناحق بودن" شهروندان در آن به رسمیت شناخته می‌شود، بپذیرد. حقّ ناحقّ بودن از جمله حقوق عینی انسان‌هاست.[۷۸]
7. سقط جنین در مواردی که جان مادر به واسطه بارداری در خطر است، یا بارداری در نتیجه تجاوز به عنف به مادر صورت گرفته باشد رواست. در مواردی هم که زن تمام پیشگیریهای لازم برای باردار نشدن را رعایت کرده باشد، و علی‌رغم آن باردار شود، در آن صورت حق مادر نسبت به بدنش می‌تواند بر حق جنین به حیات برتری یابد و سقط جنین را موّجه کند. .[۷۹]
8. مهم‌ترین استدلال‌هایی که در تقبیح اخلاقی رفتارهای هم‌جنس‌گرایانه مطرح شده، از استحکام کافی برخوردار نیست. به بیان دیگر، این ادعا که رفتارهای هم‌جنس‌گرایانه از آن حیث که هم جنس گرایانه است، اخلاقاً ناروا و در خور نکوهش است، بنیان عقلی استواری ندارد. البته چه بسا بسیاری افراد رفتارهای هم‌جنس‌گرایانه را با ذوق و طبع خود سازگار نیابند و لذا آن را پدیده‌ای ناخوشایند و مشمئزکننده بیابند، اما این امر تعرض به حقوق اجتماعی آن‌ها را توجیه نمی‌کند.[۸۰]
9. در مورد اهانت به پیامبر اسلام: «آیا هر بار که کسی از آزادی بیان سوء استفاده می‌کند، اهل ایمان باید کاروبار خود را رها کنند، به خیابان‌ها بریزند و آشوب به پا کنند؟ فرد صاحب ایمان در رویارویی با امور ناگوار و ناپسند است که باید ادب و شکیبایی خود را نشان دهد. بنیادگرایان مذهبی، بقا و منافع خود را در آشوب و خشونت می‌جویند. آزادی بیان چندان مهم است که ما باید سوء استفاده از آن را، هر چقدر هم که دل‌آزار باشد، به عنوان شرّی لازم بپذیریم. دولت‌ها حق ندارند در این گونه مسائل دخالت کنند.»[۸۱] اهانت نوعی خشونت زبانی برای تحقیر و خوارداشت دیگری است و تحت هر شرایطی عملی زشت و نکوهیده است و اگر هم برخی روحهای بیمار را تشفی می‌دهد فضل و هنری برای آن نیست. به نظرم درست آن است که به جای تکریم و تقدیس اهانت، در تحدید حدود مصادیق اهانت و نیز به رسمیت شناختن «حق اهانت» بکوشیم. «حق اهانت» مصداق «حق ناحق» بودن است؛ یعنی ما اهانت را نسبت به هرکس و هر باوری ناحق و ناروا می‌دانیم، اما معتقدیم که نباید برای جلوگیری از اهانت کنندگان به زور و خشونت متوسل شد. به بیان دیگر، عمل ایشان را تقبیح می‌کنیم بی‌آنکه مکلف باشیم ایشان را با توسل به زور (خواه قانونی و خواه فراقانونی) از آن کار بازبداریم[۸۲]

کتاب «حدیث نواندیشان دینی» به شرح افکار او پرداخته است.